# Альберто Россель
Базіліо Альберто Россель Контрерас (ісп. Basilio Alberto Rossel Contreras; 26 січня 1975) — перуанський професійний боксер, «регулярний» чемпіон світу за версією WBA (2014) у першій найлегшій вазі, перший з перуанських боксерів чемпіон світу.

## Аматорська кар'єра
На Панамериканських іграх 1995 програв у другому бою.
На Олімпійських іграх 1996 програв у першому бою Єн Сян Чжон (Китай).

## Професіональна кар'єра
У березні 1998 року провів перший професійний бій. Вже у сьомому поєдинку зазнав першої поразки технічним нокаутом від непереможного Денієла Реєса (Колумбія). В наступних дев'яти поєдинках зазнав ще чотирьох поразок, у тому числі від непереможних Івана Кальдерона (Пуерто-Рико) і Браяна Вілорія (США).
Впродовж 2003—2006 років здобув сім перемог поспіль. 13 січня 2007 року зазнав чергової поразки від Луїс Альберто Лазарте (Аргентина). Того ж року програв нокаутом Вусі Малінга (ПАР).
Впродовж 2008—2010 років здобув шість перемог поспіль. 9 жовтня 2010 року вийшов на бій проти «регулярного» чемпіона WBA у другій найлегшій вазі Уго Казареса (Мексика) і програв технічним нокаутом в дев'ятому раунді.
14 квітня 2012 року вийшов на бій проти «тимчасового» чемпіона WBA у першій найлегшій вазі Хосе Альфредо Родрігеса (Мексика) і здобув перемогу одностайним рішенням. Провів чотири захисти титулу і влітку 2014 року був підвищений до «регулярного» чемпіона WBA.
31 грудня 2014 року вийшов на бій проти Тагуті Рьоічі (Японія) і втратив титул, програвши одностайним рішенням.